# Франк, Адам
Адам Франк (род. 1 августа 1962, Белвилл, Нью-Джерси) — американский физик, астроном и писатель. Его научные исследования были сосредоточены на вычислительной астрофизике с акцентом на звездообразование и поздние стадии звездной эволюции. Его работа включает исследования атмосфер экзопланет и астробиологию. Его популярные статьи посвящены вопросам науки в ее культурном контексте. Темы включают: вопросы климата и будущего человечества, технологий и культурной эволюции; природа ума и опыта; наука и религия. Он является соучредителем блога 13.7 Cosmos and Culture Blog, который был создан на Национальном общественном радио (NPR), а также регулярно участвует в радиопередаче NPR «Все учитываются». Время от времени он пишет для New York Times.

## Жизнь и карьера
Фрэнк родился 1 августа 1962 года в Бельвилле, штат Нью-Джерси. Он учился в Университете Колорадо для своей работы на бакалавриате и получил степень доктора философии Вашингтонского университета. Он занимал постдокторские должности в Лейденском университете в Нидерландах и Университете Миннесоты. В 1995 году Фрэнк был удостоен стипендии Хаббла. В 1996 году он поступил на факультет Рочестерского университета, где он является профессором астрофизики.
Фрэнк занимается астрофизической гидродинамикой. Его исследовательская группа разработала адаптивный код уточнения сетки AstroBEAR, используемый для моделирования потоков магнитогидродинамики в астрофизических контекстах. Проекты с использованием AstroBEAR включают изучение джетов протозвезд, а также эволюцию планетарной туманности в конце жизни звезды солнечного типа.

## Работы
В 2008 году Фрэнк написал статью для журнала Discover, в которой исследовал научные аргументы относительно теории большого взрыва . Первая книга Фрэнка, озаглавленная «Постоянный огонь: за пределами споров между наукой и религией», была опубликована в 2009 году. В ней обсуждались продолжающиеся отношения между наукой и религией. Его работа появилась в 2009 году в «Лучших произведениях науки и природы» и в «Лучших буддийских сочинениях в 2009 году». [Цитата необходима] В 2010 году Фрэнк стал соучредителем NPR 13.7 Cosmos and Culture Blog с Марсело Глейзером. [6]
Осенью 2011 года была опубликована вторая книга Фрэнка «О времени: космология и культура в сумерках Большого взрыва». Он исследует взаимосвязь между меняющимися идеями в космологии и культурным представлением о времени. В 2016 году Фрэнк написал статью под названием «Да, были пришельцы». Это основано на его астрономических наблюдениях, которые заявили, что «триллион цивилизаций все же появился бы в течение космической истории» . Фрэнк написал учебник естественных наук для колледжа под названием «Астрономия в игре в космосе». Он был опубликован в сентябре 2016 года. Еще одна книга Фрэнка, «Звездный свет». «Чужие миры и судьба Земли» был опубликован 12 июня 2018 года. В нем делается попытка переосмыслить дебаты об изменении климата, показывая, что оно является общим явлением, которое, вероятно, произойдет практически с любой технологической цивилизацией на любой планете. В книге он исследует то, что Франк называет астробиологией антропоцена. Блог Фрэнка и Глейзера переместился в журнал Orbiter в 2018 году под новым названием 13.8: Science, Culture, and Meaning .
Вскоре после того, как он и его коллеги получили грант от Национального управления по аэронавтике и исследованию космического пространства (НАСА) на поиск доказательств наличия передовых технологий на планетах за пределами Солнечной системы, 30 мая 2021 года, Фрэнк написал гостевое эссе «Я физик, который ищет пришельцев. НЛО не впечатляют меня.» был опубликован в New York Times. В статье он отметил математические вероятности существования внеземных цивилизаций во Вселенной с течением времени, однако он выдвинул правдоподобные объяснения природы явления, описанного в отчетах, появившихся в СМИ с 1947 года, и посетовал на отсутствие научных исследований такое явление, которое он поощрял бы. Кроме того, он ответил на утверждения о том, что инопланетяне, которые, как предполагается, были очевидны в этих отчетах, могли намереваться остаться скрытыми, заявив: "… если миссия этих инопланетян требует скрытности, они кажутся на удивление некомпетентными. Вы можете подумать, что существа, технологически способные преодолевать невероятные расстояния между звездами, также будут знать, как выключать свои дальние лучи ночью и ускользать от наших примитивных инфракрасных камер.